# Attentat de Kerawa
L'attentat de Kerawa du 3 septembre 2015 a lieu pendant l'insurrection de Boko Haram.

## Déroulement
Le 3 septembre 2015, à 9 heures 45, un attentat se produit à Kerawa, près de la ville de Fotokol. Deux femmes kamikazes se font exploser, la première dans le marché du village, la seconde se fait passer pour une blessée et tente de s'infiltrer à l'infirmerie du Bataillon d'intervention rapide (BIR), elle se fait exploser à quelques mètres du bâtiment. L'attaque fait au moins 42 morts selon le colonel Didier Badjeck, chef de la division de la communication au ministère de la Défense à Yaoundé, et environ 140 blessés,,,